# BIOS
A BIOS az angol Basic Input Output System rövidítése, ami magyarul alapvető bemeneti-kimeneti rendszert jelent, és a számítógép szoftveres és hardveres része közötti interfész megvalósítására szolgál. Fizikailag az alaplapon lévő BIOS, az egyes bővítőkártyákon található BIOS és ezek eszközmeghajtói alkotják a számítógép BIOS-át. 
Ezek közül az alaplap BIOS-a a BIOS legfontosabb része, mert ez tartalmazza az alapvető konfigurációs beállításokat és hajtja végre a diagnosztikai ellenőrzéseket.
A BIOS-t egy, az alaplapon elhelyezkedő integrált áramkör tartalmazza (a régebbi típusokban ROM-ba égetve, később EEPROM, manapság Flash RAM-ban). A BIOS chipjének a kapacitását megabitekben (Mb) mérjük, egy chip általában 1-4 Mb memóriát tartalmaz. Két része van: fix rész, variábilis rész.
Annak érdekében, hogy biztosítsuk a számítógép helyes működését, a BIOS-nak ismernie kell a gép paramétereit, valamint a jelenlegi konfigurációt. Ez az információ egyrészt magába a BIOS-ba van bekódolva (pl. ACPI információk, IRQ routing), másrészt a CMOS RAM (Complementary Metal Oxide Semiconductor RAM) tárolja. Ez egy speciális memória, melynek elektromos táplálását akkumulátor vagy elem segítségével oldják meg. Ez is az alaplapon található. Ennek a rendszernek köszönhető, hogy a CMOS adatai a gép kikapcsolása után sem tűnnek el.

## A BIOS feladatai

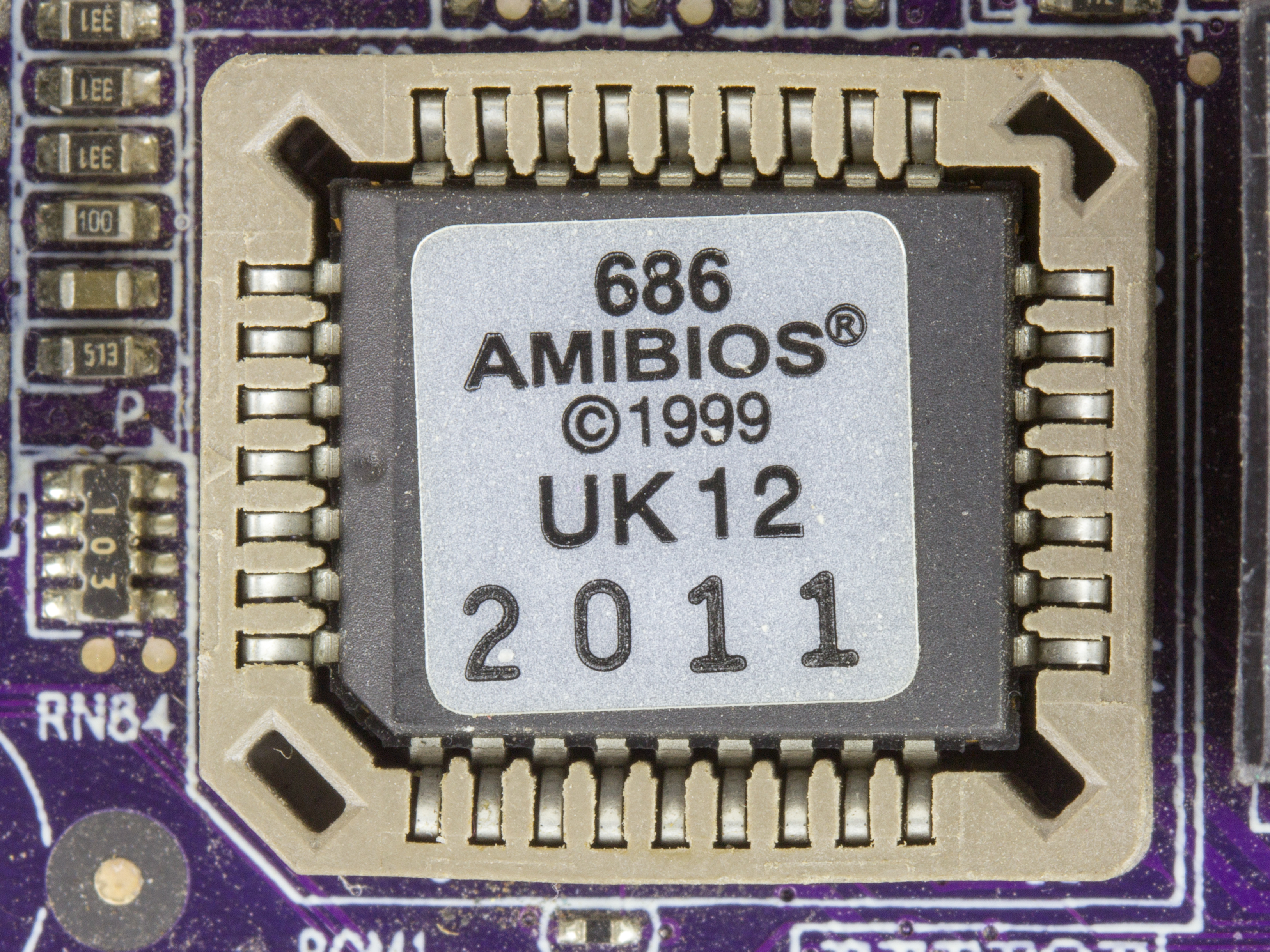
American Megatrends 686-os BIOS; foglalatba helyezett PLCC tokozású csip, ezáltal a BIOS-frissítés a fizikai csip cseréjével történhet

- Hardverek ellenőrzése (POST – Power-On Self Test).
- Hardverek vezérlőinek betöltése.
- Rendszerkonfigurációjának  elvégzése.
- Az operációs rendszer merevlemezről, floppyról, SCSI egységről, USB-ről, hálózati kártyáról vagy egyéb tárolóról való elindítása.
- BIOS interfész biztosítása az operációs rendszer számára.

A BIOS az indítási folyamat során ellenőrzi a hardvert és a különféle perifériákat (POST), és ha hibát észlel, azt valamilyen módon jelzi is a felhasználó felé. Mivel a rendszerindítás során van olyan fázis, amikor a képernyő nem aktív, ezért a hibák jelzése eleinte hangokkal történt (a PC beépített hangszórójának segítségével), rövid és hosszú hangjelzések kombinációjával. Ezek a jelzések nem egységesek, a gyártótól függenek, így ezek értelmezése az alaplap kézikönyvében közölt leírások alapján javasolt. Egyes gépeken a hibákat diagnosztikai LED-ekkel jelzik. Az újabb alaplapokon ezt a rendszert kijelzők alkalmazása váltotta fel: az alaplapra nyolcszegmenses LED-es kijelzőt szerelnek, ami kiírja a hibák kódját számok formájában.

## A BIOS története
A BIOS fogalma Gary Kildall találmánya és elsőként a CP/M operációs rendszerben jelent meg 1975-ben, amely a CP/M gépspecifikus részét írja le, a boot folyamat alatt töltődik be és közvetlenül a számítógép hardverével áll kapcsolatban, ahhoz interfész-funkciókat biztosítva. A CP/M gépek általában csak egy a ROM-ba helyezett egyszerű boot loaderrel rendelkeztek.
Amikor az IBM megalkotta a PC-t, akkor a firmware szerepet a BIOS program kapta, ám a jól megalkotott firmware-ekkel ellentétben manapság csak hátrányt jelent, bár ez nem csak neki köszönhető, hanem mert az x86 processzorcsalád történetéből adódóan ragaszkodnak a visszafelé való kompatibilitáshoz, ezért évtizedek óta elavult technikákat próbál újabbakkal ötvözni, nem sok sikerrel.
Az Intel a Tiano kódnevű termékével kívánja leváltani a közel 20 esztendős BIOS-t. Azonban a BIOS utódjának az UEFI (Universal Extensible Firmware Interface) tekinthető, mely már támogatja a grafikus megjelenést és a Secure Boot opciót, mely csak aláírással ellátott kódot enged betölteni.

## Alternatívák és utódai
2011-től a BIOS-t a sok összetett Extensible Firmware Interface (EFI) váltja fel sok új gépen.
Az EFI egy olyan specifikáció, amely felváltja a régi BIOS futási felületét. Eredetileg az Intel Itanium architektúrára írt, az EFI már elérhető x86 és x86-64 platformokra; a specifikáció fejlesztését a The Unified EFI Forum, az iparág különleges érdekcsoportja vezérli.
2014-től az új PC-hardver túlnyomórészt UEFI firmware-t tartalmaz.
A rootkit védelem architektúrája megakadályozhatja, hogy a rendszer futtassa a felhasználó saját szoftverváltoztatásait, ezáltal a UEFI ellentmondásos.
Más alternatíva, hogy a funkció a „Legacy BIOS” az x86 világ közé coreboot és libreboot.
Néhány kiszolgáló és munkaállomás platformfüggetlen Open Firmware-t (IEEE-1275) használ a Forth programozási nyelv alapján; a Sun SPARC számítógépeivel, az IBM RS / 6000 vonalával és más PowerPC rendszerekkel, például a CHRP alaplapokkal együtt, valamint az x86-os OLPC XO-1-hez tartozik.
2015-től az Apple eltávolította a MacBook Pro számítógépek BIOS-támogatását.

## BIOS-frissítés
A korai számítógépek BIOS-ai csak olvasható memóriában (ROM) helyezkedtek el. Az újabb BIOS-ok általában újraírható memóriában tárolódnak, azaz lehetőségünk van lecserélni, frissíteni azt. Ezt a BIOS frissítést, cserét szokás flash-elésnek, angolul flashingnek is nevezni. Ezt a cserét, egy speciális program segítségével tudjuk megtenni. Ezt a programot általában az alaplap gyártója készíti el. Azt a fájlt, fájlokat, ami alapján ez a program lecseréli a BIOS-t, BIOS image-nek, azaz BIOS képfájlnak szokták nevezni. Egy BIOS frissítést azért szoktak kiadni, hogy az eredeti BIOS-on hibákat javítsanak ki, vagy csak új funkciókkal akarják a meglevőt kiegészíteni. A frissítést egy USB-háttértárról tudjuk elvégezni, de akár floppyról is elvégezhető, habár ez már egyre ritkább a mai számítógépek esetén. Ez a BIOS-frissítési módszer egyáltalán nem általános, az alaplap, notebook gyártójának honlapján található információk alapján kell elvégezni.